# Sonate K. 347
La sonate K. 347 (F.295/L.126) en sol mineur est une œuvre pour clavier du compositeur italien Domenico Scarlatti.

## Présentation
La sonate K. 347, en sol mineur, notée Andante è cantabbile  [sic], forme une paire avec la sonate suivante, la première sonate ressemblant à un prélude (« un prélude libre » comme dit Pestelli, la seconde à une toccata. L'effet dramatique est apporté par la présence de points d'orgue suivis de gammes chromatiques et des croisements de main, qui avaient disparu depuis la sonate K. 218,.

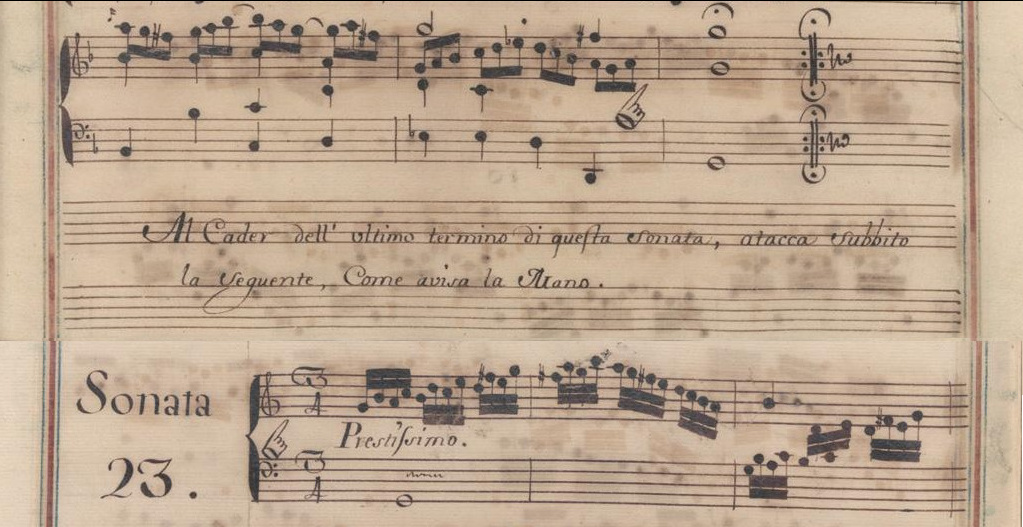
Fin de la sonate 22 et début de la sonate 23 du volume VII du manuscrit de Venise. À la reprise de la seconde section, la dernière mesure n'est pas jouée : l’instrumentiste passe directement au début de la sonate suivante.

À la fin de la sonate, le copiste dessine une main à l'index tendu et indique : Al cader dell’ ultimo termino di questa sonata, atacca subbito la seguente, Come avisa la Mano (« À la fin de cette sonate, attaquez immédiatement la suivante, comme l'indique la main »), invitant impérativement à enchaîner la sonate suivante « atacca subbito ». La volonté de coupler les sonates y est donc bien affirmée, ainsi que la manière de le faire.

## Manuscrits
Le manuscrit principal est le numéro 22 du volume VII (Ms. 9778) de Venise (1754), copié pour Maria Barbara ; les autres sont Parme IX 20 (Ms. A. G. 31414), Münster III 2 (Sant Hs 3966).

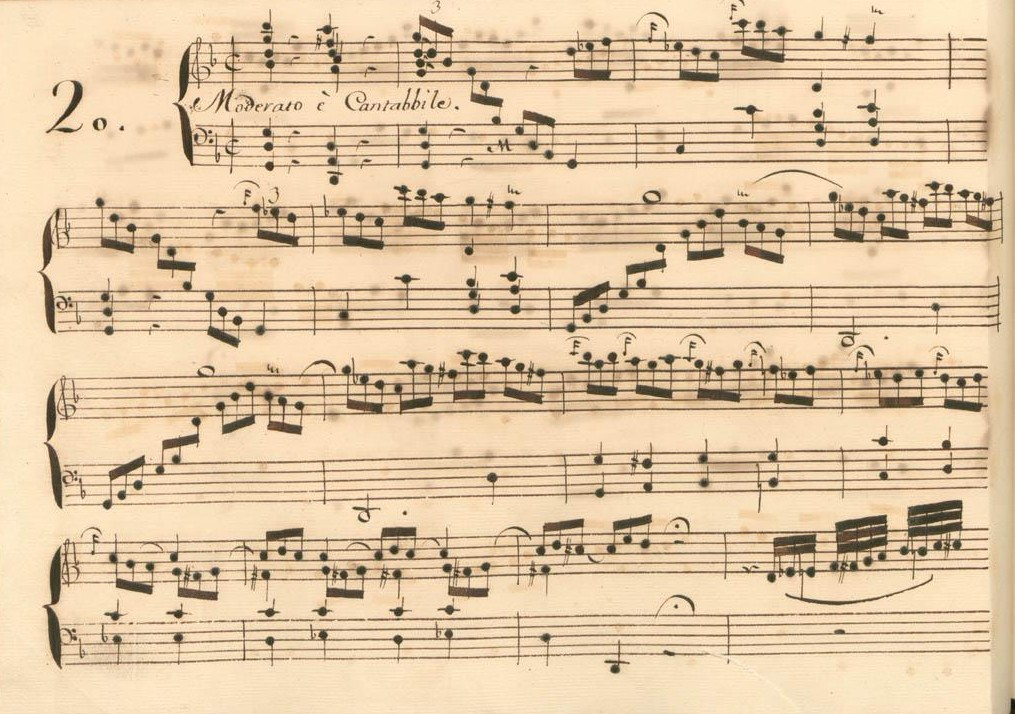
Parme IX 20.
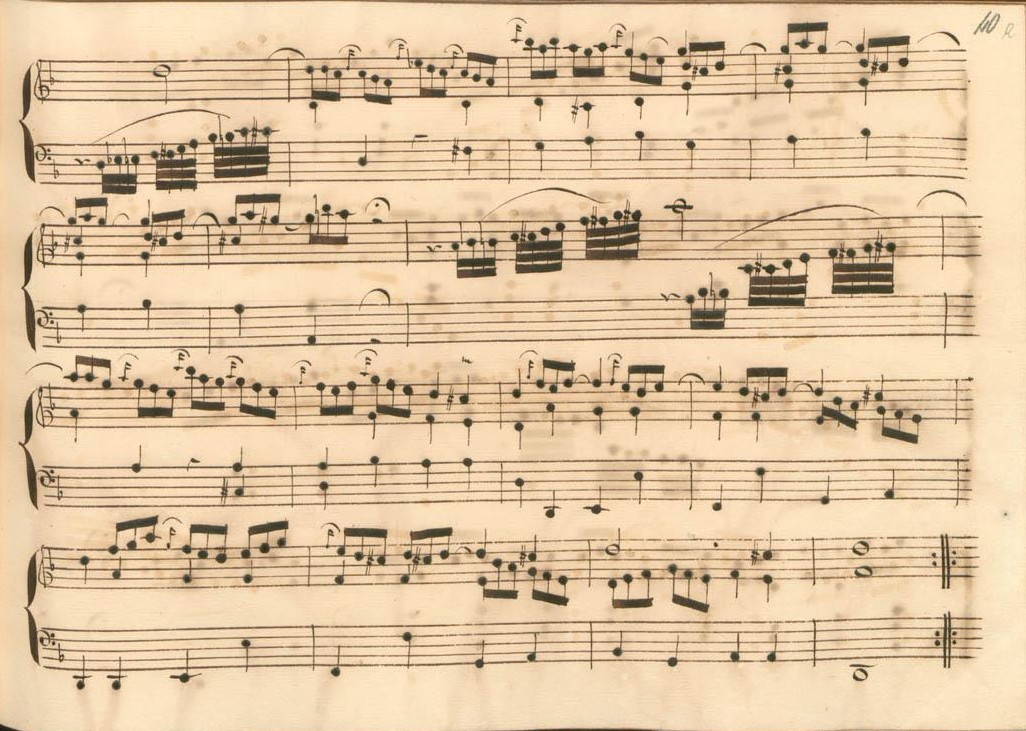
Parme IX 20.
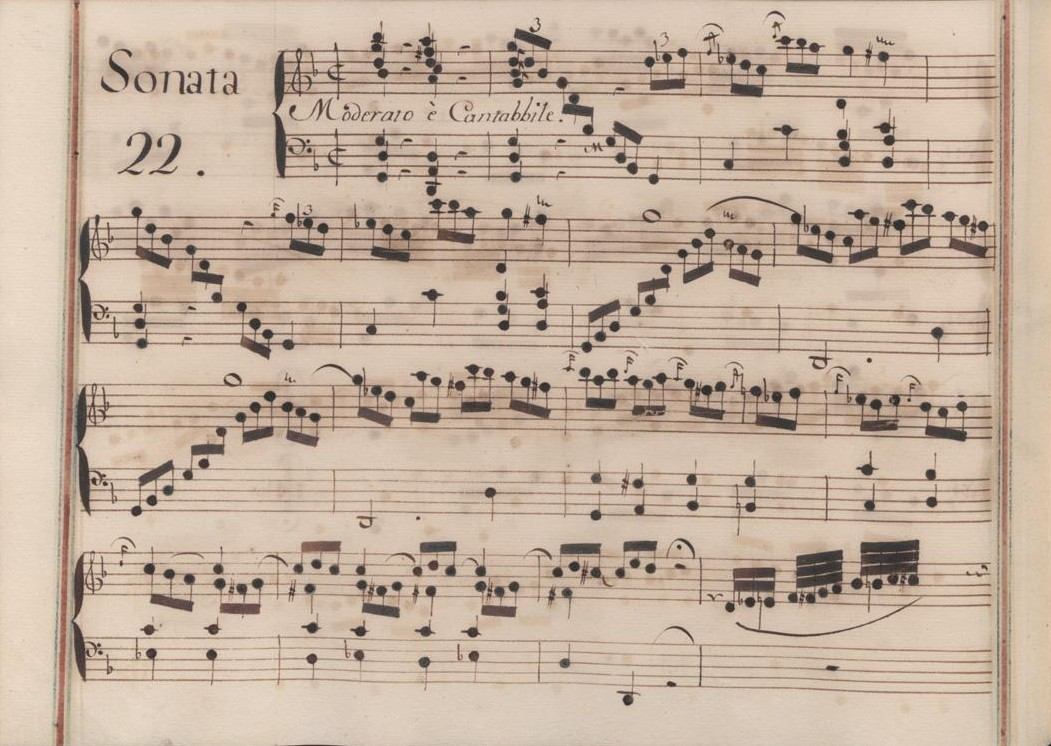
Venise VII 22.
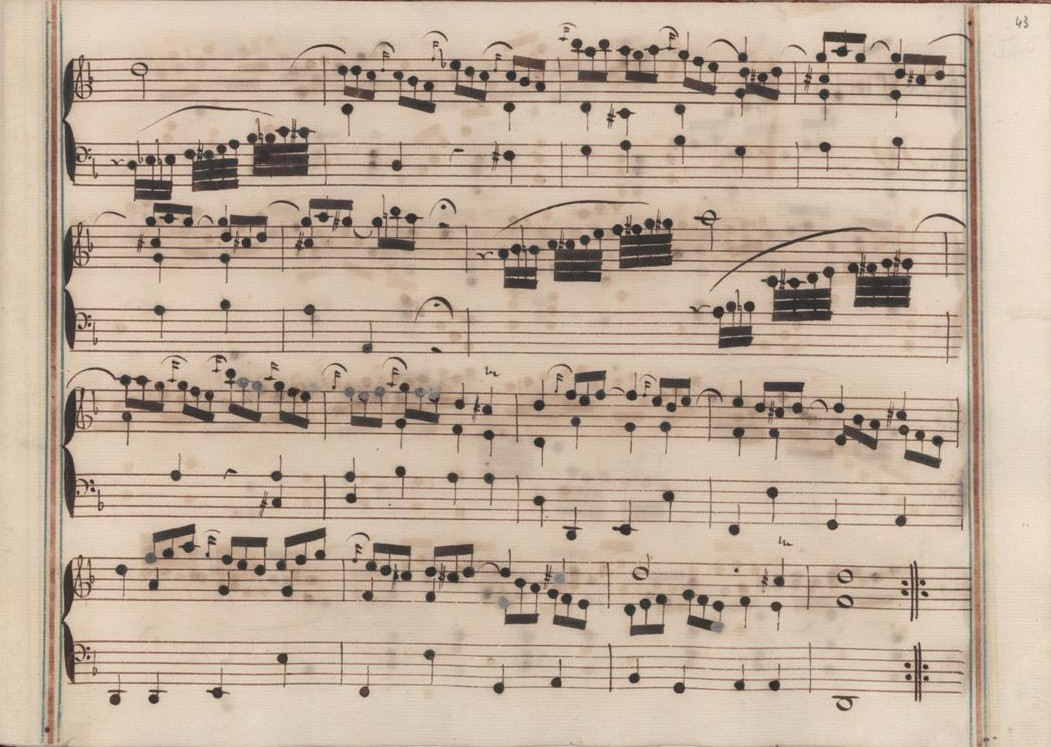
Venise VII 22.
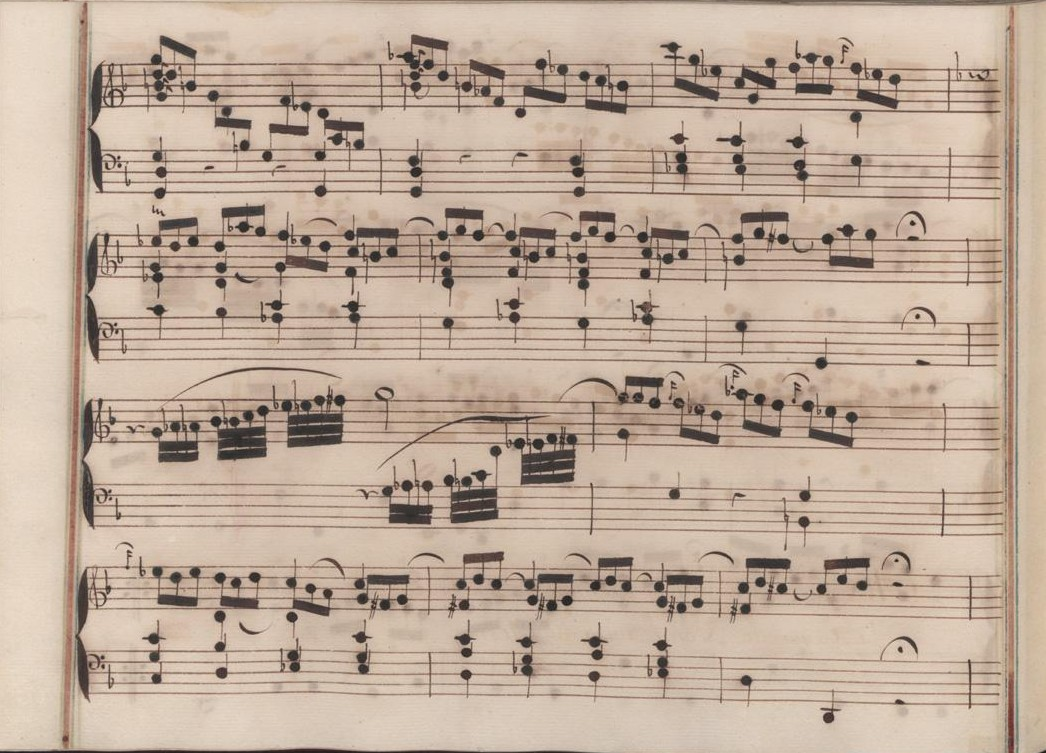
Venise VII 22.
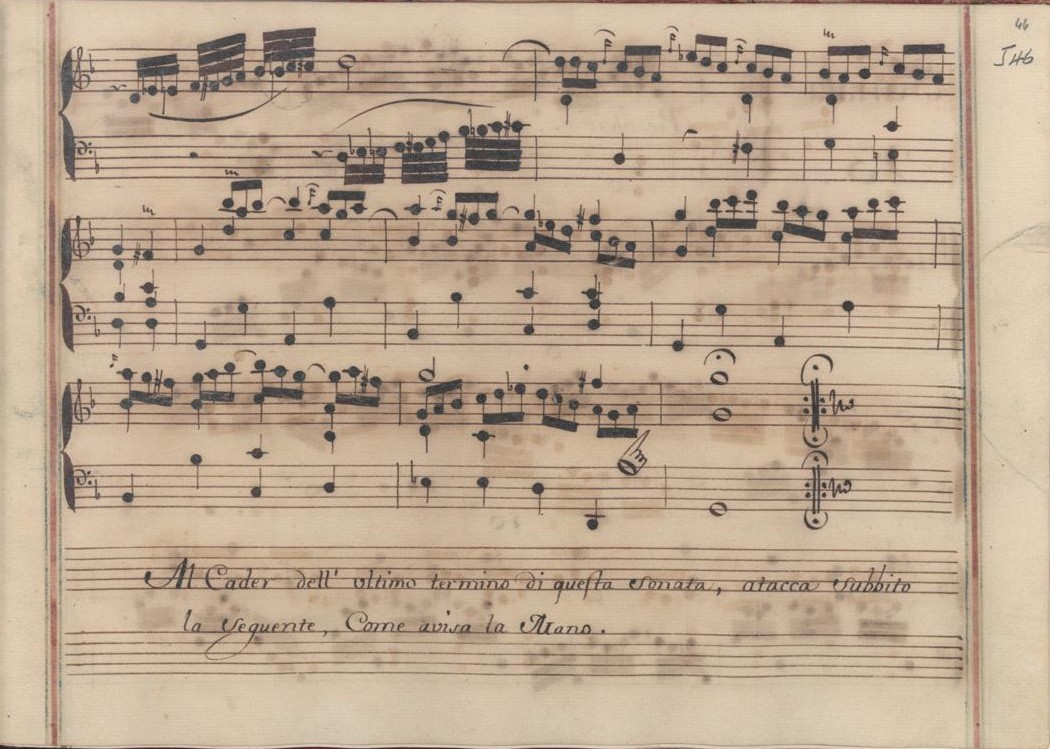
Venise VII 22.

## Interprètes
La sonate K. 347 est défendue au piano, notamment par Gottlieb Wallisch (2007, Naxos, vol. 11) et Carlo Grante (2013, Music & Arts, vol. 4).
Elle est interprétée au clavecin par Ralph Kirkpatrick (1966, Archiv), Rafael Puyana (1984, Harmonia Mundi), Scott Ross (1985, Erato), Richard Lester (2003, Nimbus, vol. 3), Pieter-Jan Belder (Brilliant Classics).
Elle est jouée à la mandoline par Mauro Squillante (2007, Stradivarius, vol. 10), accompagné par Raffaele Vrenna au clavecin.
Andrea Marcon (1996, Divox) l'enregistre à l'orgue.

## Sources
: document utilisé comme source pour la rédaction de cet article.
- (it) Giorgio Pestelli, Le sonate di Domenico Scarlatti : proposta di un ordinamento chronologica, Turin, Giappichelli, coll. « Archeologia e storia dell'arte » (no 2), 1967, iv-294 (OCLC 313316263, BNF 43197837)
- Ralph Kirkpatrick (trad. de l'anglais par Dennis Collins), Domenico Scarlatti, Paris, Lattès, coll. « Musique et Musiciens », 1982 (1re éd. 1953 (en)), 493 p. (ISBN 978-2-7096-0118-4, OCLC 954954205, BNF 34689181).
- Alain de Chambure, « Domenico Scarlatti : Intégrale des sonates — Scott Ross », Erato (2564-62092-2), 1985 (OCLC 891183737) .
- (en) W. Dean Sutcliffe, The Keyboard Sonatas of Domenico Scarlatti and Eighteenth-Century Musical Style, Cambridge / New York, Cambridge University Press, 2008, xi-400 (ISBN 978-0-521-07122-2, OCLC 1005658462, BNF 42017486).
- (en) Carlo Grante, « Domenico Scarlatti, intégrale des sonates pour clavier (vol. 4) », Music & Arts (CD-1293), 2016 (OCLC 1020680576) .